# Antracit

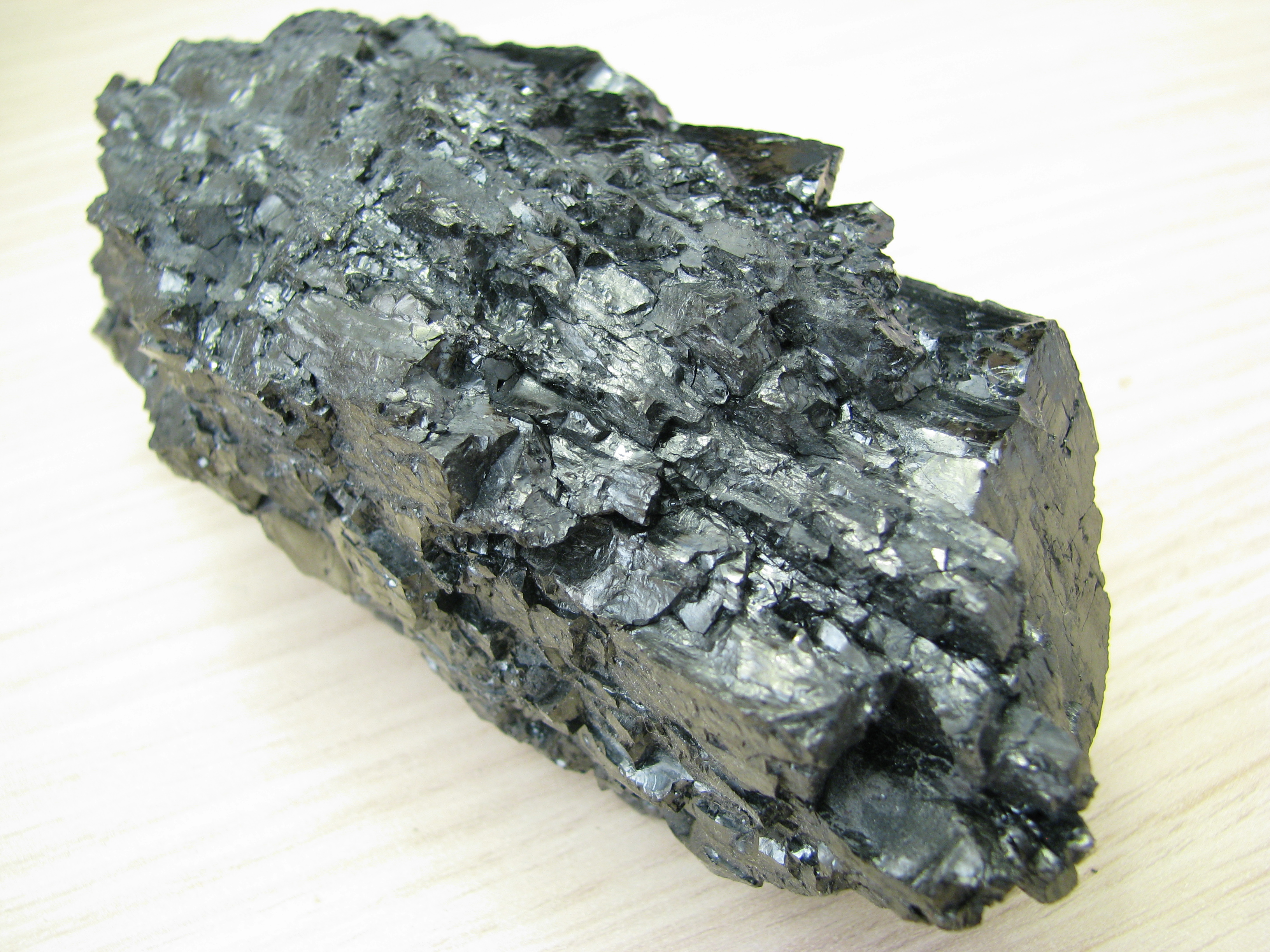
Antracit (Ibbenbüren, Germania)

Antracitul (greacă Ανθρακίτης, mot-a-mot "o formă de cărbune"; de la Anthrax [Άνθραξ], cărbune), este o varietate de cărbune superior, de culoare neagră, luciu semimetalic și spărtură concoidală, caracterizat prin cel mai mare conținut procentual de carbon (92-98%) și cele mai puține impurități dintre toți cărbunii. Are putere calorifică mare (8 200-9 000 kcalorii). Dintre toți cărbunii, dă cea mai multă căldură și cel mai puțin fum. Deoarece antracitul  se găsește la adâncimi foarte mari, el este foarte greu de extras.
Antracitul mai este definit și ca sediment organic natural de culoare neagră cu o putere calorifică de peste 23 860 kJ/kg (5 700 kcal/kg) în stare fără cenușă, cu generarea unui conținut de umezeală la o temperatură de 30°C și umiditate relativă a aerului de 96%, cu o reflectanță medie aleatorie a vitrinitului de cel puțin 0,6. Conține în general mai puțin de 10 % materii volatile.

## În România
În România, antracitul se găsește lângă localitatea Schela, în județul Gorj. Fosta mină de cărbune, care a fost deschisă în 1891, a fost închisă pentru că și-a terminat rezerva. La circa 800 m de mina închisă, sub un platou de 2 hectare, se mai află o rezervă de circa 3 milioane de tone de antracit, dar nimeni nu redeschide exploatarea.
Antracit se găsește și la Anina, județul Caraș-Severin, unde era extras alături de huilă, într-una din cele mai adânci mine din Europa. Deși mina a fost închisă în 2007, se estimează că ar mai fi rezerve pentru încă 100 de ani de exploatare.

## Legături externe
- „antracit” la DEX online